# Jewett (Illinois)
Jewett – wieś w Stanach Zjednoczonych, w stanie Illinois, w hrabstwie Cumberland.